# Yamaha XV535 Virago
Yamaha Virago 535 — мотоцикл, выпускавшийся компанией Yamaha Motor Company. Это один из нескольких аппаратов в линейке Virago, который позиционируется как среднеразмерный «круизер» с объёмом двигателя в 535 см³.
Это уникальный аппарат среди мотоциклов стиля «круизер», с карданным приводом вместо цепи или ремня и V-образным двухцилиндровым двигателем такого объёма.
Модель была заменена в 1997 году на «Star»-линейку от Yamaha. V-Star 650 (известен как DragStar в Европе) часто видится как успешное продолжение xv535.
Изначально (в 1987—1988 годах) Вираго («ведьма») комплектовалась одним бензобаком объёмом 8,6 л, находящимся под седлом. На традиционном месте был фальш-бак. Данное решение позволило существенно снизить центр тяжести, что положительно сказалось на устойчивости и легкости управления. Впоследствии (на моделях с 1989 года) на месте фальш-бака появился бак объёмом 4,5 л, в результате вирага стала с двумя бензобаками. Основным баком, из которого осуществляется подача в карбюраторы — тот что под сидением, топливо подается с помощью бензонасоса (а не самотеком, как в большинстве мотоциклов).
Следует отметить, что несмотря на своё оформление в стиле чоппер, посадка на мотоцикле ближе к классической. Аппарат управляется и тормозит ощутимо лучше, чем традиционные чопперы, но хуже чем классики. То есть Вирага по сути является промежуточным классом между чопперами и классиками, благодаря чему и пользовалась/зуется заслуженной популярностью.
Существовали версии с другим объёмом мотора: 125, 250, 400, 500, 700, 750, 920, 1000, 1100. На первые две были проданы лицензии на производство в Китае, где получили массовое производство, а впоследствии даже вытеснили оригиналы с европейских/американских рынков.
В странах СНГ наибольшее распространение получила модель вираго-400 с объёмом двигателя 398 см³. От модели 535 она практически не отличается ни внешне, ни по конструкции. Отличие заключается в деталях цилиндро-поршневой группы.
На данный момент клон вираги-400 под маркой «лифан» производится на ЗиД.
Сменившая Вирагу модель ДрагСтар, является уже полноценным круизером с сильно вынесенными подножками, бензобак находившийся под сиденьем убран, дизайн был кардинально изменён. По сути, ямаха начала-таки выпуск полноценного круизера, но лишилась нишевой модели.